# Peptidna veza
Peptidna veza (amidna veza) je kovalentna hemijska veza koja se formira između dva molekula kad karboksilna grupa jednog molekula reaguje sa amino grupom drugog molekula, uz otpuštanje molekula vode. Ovaj proces je dehidraciona sintaza (takođe je poznata kao reakcija kondenzacije), i obično se javlja između aminokiselina. Rezultujuća C(O)NH veza se naziva peptidna veza, dok je rezultujući molekul amid. Funkcionalna grupa sa četiri atoma, -C(=O)NH-, se naziva peptidna grupa. Polipeptidi i proteini su lanci aminokiselina povezanih peptidnim vezama, kao što je i PNA. 
Peptidna veza se može raskinuti putem amidne hidrolize (dodatka vode). Proteinske peptidne veze su metastabilne, što znači da se u prisustvu vode one spontano razlažu, oslobađajući / (2–4 /mol) slobodne energije, ali je ovaj proces veoma spor (do 1000 godina). U živim organizmima, proces posreduju enzimi. Živi organizmi takođe koriste enzime za formiranje peptidnih veza. Za taj proces je neophodna energija. Talasna dužina apsorbance za peptidnu vezu je 190–230 nm, što je čini veoma podložnom uticaju UV radijacije.

## Literatura
- Pauling L. (1960) The Nature of the Chemical Bond, 3rd. ed., Cornell University Press.  0-8014-0333-2
- Stein RL. (1993) "Mechanism of Enzymatic and Nonenzymatic Prolyl cis-trans Isomerization", Adv. Protein Chem., 44, 1–24.
- Schmid FX, Mayr LM, Mücke M and Schönbrunner ER. (1993) "Prolyl Isomerases: Role in Protein Folding", Adv. Protein Chem., 44, 25–66.
- Fischer G. (1994) "Peptidyl-Prolyl cis/trans Isomerases and Their Effectors", Angew. Chem. Int. Ed. Engl., 33, 1415–1436.